# Geranium sericeum
Geranium sericeum är en näveväxtart som beskrevs av Carl Ludwig von Willdenow och Spreng.. Geranium sericeum ingår i släktet nävor, och familjen näveväxter. IUCN kategoriserar arten globalt som sårbar. Inga underarter finns listade i Catalogue of Life.